# 大貝克山
45°25′25″N 06°45′10″E / 45.42361°N 6.75278°E

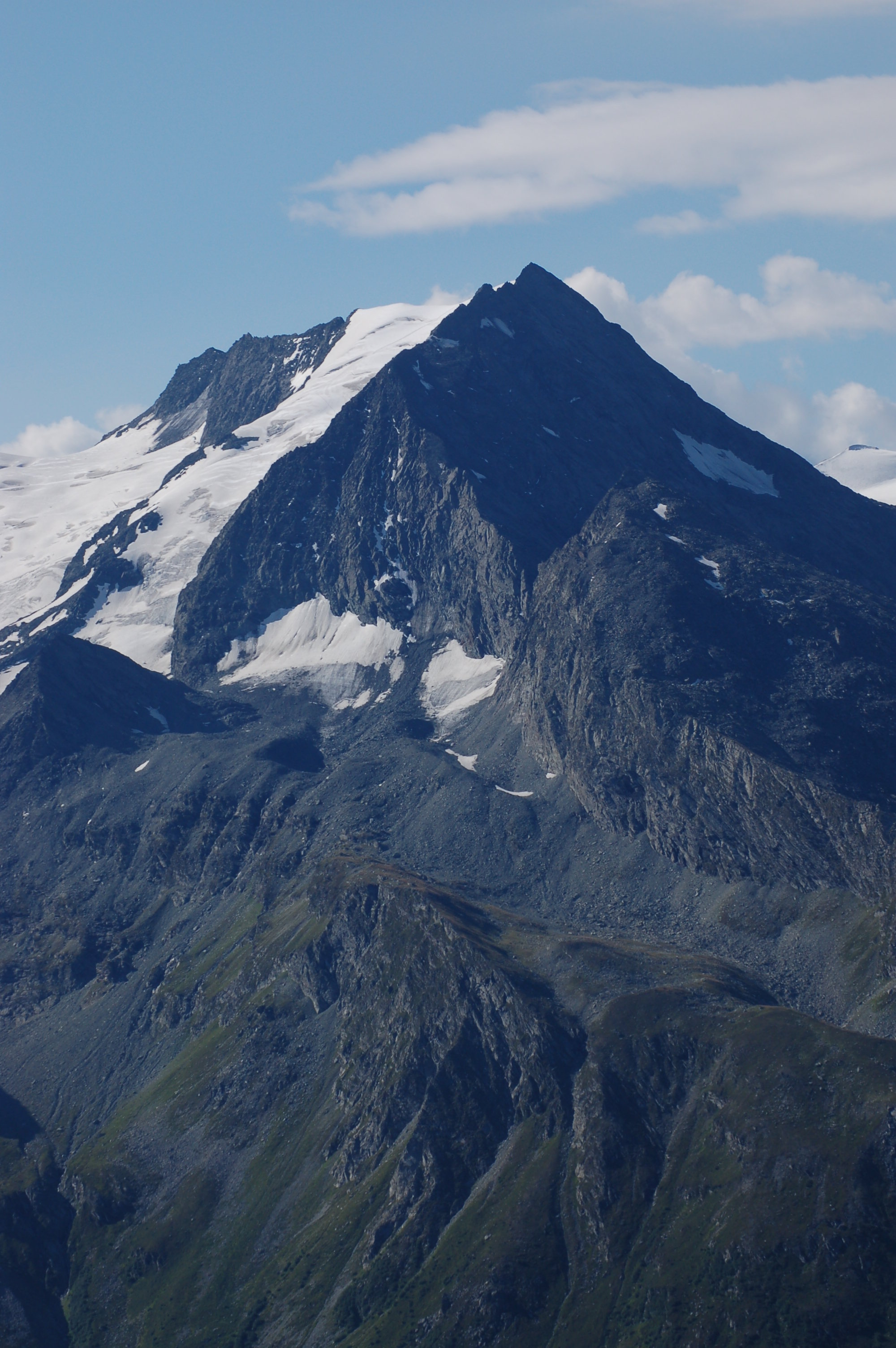

大貝克山（法語：Grand Bec），是法國的山峰，位於該國東北部奧文尼-隆-阿爾卑斯大區，由薩瓦省負責管轄，屬於瓦努瓦斯山的一部分，海拔高度3,398米，每年平均降雨量1,479毫米。